# Phrixgnathus subariel
Phrixgnathus subariel är en snäckart som beskrevs av Powell 1948. Phrixgnathus subariel ingår i släktet Phrixgnathus och familjen punktsnäckor. Inga underarter finns listade i Catalogue of Life.